# SLOW LOOP-女孩的釣魚慢活-
《SLOW LOOP-女孩的釣魚慢活-》是内野舞子的日本漫畫作品。於芳文社的雜誌《Manga Time Kirara Forward》2018年6月號客串刊載後，於同年11月號開始連載，已發行單行本9冊，中文版已由台灣東立出版社代理發行1冊。於2020年12月發售的《Manga Time Kirara Forward》2021年2月號宣布改編為電視動畫，於2022年1月7日至3月25日播出。

## 故事簡介
受已逝父親影響而喜愛釣魚的少女日和，某日在海邊釣魚時阻止了一名想跳進海裡游泳的少女小春，並與她分享了有關釣魚的知識。後來日和才發現小春是母親再婚對象的女兒，因再婚而成為姐妹的兩人開始透過釣魚活動加深彼此的關係。

## 登場角色

### 主要角色
海凪日和（聲：久住琳）
高中一年級。興趣為釣魚，在已逝父親指導下學會了飛蠅釣并因此热爱钓鱼。在母親再婚後成為小春的妹妹。原本性格内向，在与小春的相处中逐渐变得开朗。
舊姓為「山川」。由於小學時班上有兩名同樣姓山川的同學而被戀以綽號「山日」（やまひー）稱呼。
海凪小春（聲：日岡夏美）
高中一年級。個性活潑的女孩。在與日和相遇後開始對釣魚產生興趣。在父親再婚後成為日和的姊姊。
母親與弟弟在小時候因交通意外而逝世。因過去住在不靠海的縣而對海景感到新奇。擅長料理。
吉永戀（聲：嶺內智美）
高中一年級。日和的青梅竹馬，從幼稚園時就與日和相識。家中經營釣具店的女孩。
熱愛釣魚的父親在其出生的日子釣到了大隻的鯉魚而欲將其取名為「鯉」，在母親的反對下才改為日文發音相同的「戀」。十分厌弃沉迷钓鱼的父亲，作为长女照顾着父亲的釣具店和家里的弟弟们。
福元一花（聲：名塚佳織）
二葉的姐姐。在戀的父親常光顧的釣船店「釣福」擔任船長。喜歡酒和年輕的女孩。
福元二葉（聲：村上奈津實）
小學五年級。個性內向，過去常與男生一同釣魚遊玩，但因为顾忌外人的想法而與釣魚保持距離，后来经过日和的开导而放开对钓鱼的束缚。既擅長運動也擅長讀書。
二宮藍子（聲：井上穗乃花）
小學五年級。為了與二葉增進情誼而參與釣魚。對喜歡的事物態度積極。討厭男孩子與讀書，不敢碰蟲子與活魚。

### 其他角色
宮野楓（聲：日笠陽子）
一花的好友。於餐廳BASE FIELD工作。身高165cm，生日是10月20日。一花高一時在林間學校的同學，成為了朋友，結下「孽緣」（自稱）。雖然外表帥氣，但其實很膽小，在林間學校的試膽大會怕得發抖，並拉住一花的衣下擺。在11月後會到森林打獵，並將獵物帶回餐廳烹調。
吉永良太（声：勝杏里）
恋的父亲。十分沉迷钓鱼，甚至在长女恋出生时仍在钓鱼并打算以钓到的鲤鱼为女儿出名为“鲤”，经常将自家釣具店交给女儿打理而跑去钓鱼，被恋称为“钓鱼上瘾（釣り中毒）”。尽管如此，作为父亲仍会关心女儿，在女儿生日或者钓到大鱼时，会邀请邻居们过来庆祝。
吉永玲子（声：伊藤靜）
恋的母亲。长期在外在大企业工作，虽然她父母建议她结婚后做全职主妇，但老公良太极力维护下得以继续工作，所以感激老公的支持。深得长女恋的喜欢。
吉永隼人（声：國立幸）
恋小三年的弟弟。经常帮助姐姐和照顾更小的双胞胎弟弟。名字来自于鲤科的。
吉永虹（聲：東山奈央）
戀最小的双胞胎弟弟。名字取自出生下一天釣到的虹鱒。
吉永虎（聲：安野希世乃）
戀最小的双胞胎弟弟。原來父親想取名為「鱒」，但在戀的提議下從鱒魚的英文「Trout」（トラウト，Torauto）取名「虎」（Tora）。

## 出版書籍
| 冊數 | 芳文社         | 芳文社                 | 東立出版社     | 東立出版社             |
| 冊數 | 發售日期       | ISBN                   | 發售日期       | EAN                    |
| ---- | -------------- | ---------------------- | -------------- | ---------------------- |
| 1    | 2019年3月12日  | ISBN 978-4-8322-7076-3 | 2019年12月23日 | ISBN 978-957-26-4109-5 |
| 2    | 2019年10月11日 | ISBN 978-4-8322-7125-8 |                |                        |
| 3    | 2020年6月12日  | ISBN 978-4-8322-7197-5 |                |                        |
| 4    | 2021年1月12日  | ISBN 978-4-8322-7241-5 |                |                        |
| 5    | 2021年12月10日 | ISBN 978-4-8322-7329-0 |                |                        |
| 6    | 2022年3月10日  | ISBN 978-4-8322-7354-2 |                |                        |
| 7    | 2022年11月10日 | ISBN 978-4-8322-7416-7 |                |                        |
| 8    | 2023年8月9日   | ISBN 978-4-8322-7475-4 |                |                        |
| 9    | 2024年5月11日  | ISBN 978-4-8322-9547-6 |                |                        |
| 10   | 2025年3月12日  | ISBN 978-4-8322-9622-0 |                |                        |

## 電視動畫
2020年12月24日《Manga Time Kirara Forward》2021年2月號發售當日，宣布本作將會獲改編為電視動畫。2021年5月21日，宣佈定於2022年1月開始播出，並公開主要製作人員，以及前導視覺圖。8月24日，公開3名主角的聲優、第1條宣傳片、第1張主視覺圖。11月22日，宣佈首播日期是1月7日，公開第2條宣傳片、第2張主視覺圖、多名角色的聲優，並宣佈片頭曲由東山奈央和安野希世乃組成的主唱，片尾曲則由3名主角組成的「Three ∞ Loop」主唱。12月11日，宣佈主唱片頭曲的東山和安野會在作品中飾演戀的雙胞胎弟弟，網絡廣播節目《SLOW LOOP的Radio Loop》（スローループのらじおるーぷ）亦將於1月5日起在音泉播映。
本作以神奈川縣橫須賀市為故事舞台，在2022年1月7日至3月31日期間橫須賀市觀光協會有合作活動，1月8日至5月31日期間跟叡山電鐵有合作活動。
由于本作作者与《孤獨搖滾！》作者滨路晶为好友，《孤獨搖滾！》的四名主角也在本作出现过，为原作单行本第4卷和改编电视动画第10话。而后者改编电视动画第10话也出现本作两个女主角形象的吊饰。

### 工作人員
- 原作：内野舞子（日语：うちのまいこ）（Manga Time Kirara Forward／芳文社）
- 導演：秋田谷典昭
- 副導演：守田藝成
- 劇本統籌：山田由香
- 人物設定、總作畫監督：瀧本祥子
- 釣魚場景演出：柴田匠
- 料理、效果作監：鷲北恭太
- 美術監督：諸熊倫子（Studio天神）
- 色彩設計：
- 攝影監督：佐藤敦（Studio Shamrock）
- 3D監督：濱村敏郎（WIRED）
- 編輯：仙土真希（REAL-T）
- 音響監督：土屋雅紀（日语：土屋雅紀）
- 音樂：伊賀拓郎
- 音樂製作：Flying DOG
- 動畫製作：CONNECT
- 製作：SLOW LOOP製作委員會[11][12]

### 主題曲
片頭曲
作词：岩里祐穗，作曲、编曲：山下宏明
主唱：Pokapokaion（ぽかぽかイオン）
片尾曲
作词、作曲：杏沙子、石崎光，编曲：伊贺拓郎
主唱：Three ∞ Loop
片尾曲
作词：辻林美穗，作曲、编曲：田渕夏海
主唱：Three ∞ Loop

### 各话列表
| 話數   | 日文標題 | 中文標題           | 劇本       | 分鏡       | 演出                           | 作畫監督                                                     | 首播日期 （2022年） |
| ------ | -------- | ------------------ | ---------- | ---------- | ------------------------------ | ------------------------------------------------------------ | ------------------- |
| 第1話  |          | 十分古怪的女孩     | 山田由香   | 秋田谷典昭 | 秋田谷典昭                     | 泷本祥子                                                     | 1月7日              |
| 第2話  |          | 若能绽放笑容       | 山田由香   | 守田藝成   | 守田藝成                       | 原友樹、川添亚希子                                           | 1月14日             |
| 第3話  |          | 谢谢你             | 大知慶一郎 | 柴田匠     | 横手颯太                       | 林夏菜、村長由紀、杜野都、柳瀨讓二、STUDIO MASSKET           | 1月21日             |
| 第4話  |          | 不觉得不好意思吗？ | 山田由香   | 竹之内和久 | 山本隆太                       | 岩井優器                                                     | 1月28日             |
| 第5話  |          | 下次也要一起       | 山田由香   | 堀内勇冶   | 堀内勇冶                       | 橋本真希、今里佳子、原友樹                                   | 2月4日              |
| 第6話  |          | 乐趣就在于“困难”   | 大知慶一郎 | 柴田匠     | 内堀雅人                       | 、小林冴子、南伸一郎、BigOwl                                 | 2月11日             |
| 第7話  |          | 婚礼               | 山田由香   | 竹之内和久 | 堀内直樹                       | STUDIO MASSKET                                               | 2月18日             |
| 第8話  |          | 就想待在这里       | 大知慶一郎 | Royden B   | 富田祐輔                       | 、原友樹、STUDIO MASSKET                                     | 2月25日             |
| 第9話  |          | 想去钓鱼野营！！   | 大知慶一郎 | 竹之內和久 | 谷口工作                       | 林夏菜、杜野都、村長由紀、中山和子、柳濑让二、STUDIO MASSKET | 3月4日              |
| 第10話 |          | 我也会努力的       | 大知慶一郎 | Royden B   | 守田艺成                       | 川添亚希子、大岩德美                                         | 3月11日             |
| 第11話 |          | 珍贵之物           | 山田由香   | 柴田匠     | 葛西良信                       | 、永田有香、小林冴子、大塚美登理、EKACHI EPILKA、BigOwl      | 3月18日             |
| 第12話 |          | 两个人一起选       | 山田由香   | 秋田谷典昭 | 富田祐輔、守田艺成、秋田谷典昭 | 橋本真希、今里佳子、梅田一城、藤井結                         | 3月25日             |

### 播放電視台
日本深夜動畫：下文記載的日本国内播放時間使用日本標準時間（UTC+9）表示。因為部分時間标识會採用30小时制，因此請留意这类超过24:00的时间，其實際播放時間為翌日清晨。
| 播放日期              | 播放時間（UTC+9）    | 播放電視台 | 播放地區 | 備註             |
| --------------------- | -------------------- | ---------- | -------- | ---------------- |
| 2022年1月7日－3月25日 | 星期五 22:00 - 22:30 | AT-X       | 日本全國 | 衞星廣播，有重播 |
| 2022年1月7日－3月25日 | 星期五 22:30 - 23:00 | TOKYO MX   | 東京都   |                  |
| 2022年1月7日－3月25日 | 星期五 23:00 - 23:30 | BS11       | 日本全國 |                  |
| 2022年1月7日－3月25日 | 星期五 24:00 - 24:30 | KBS京都    | 京都府   |                  |
| 2022年1月7日－3月25日 | 星期五 24:00 - 24:30 | SUN電視台  | 兵庫縣   |                  |
| 2022年1月7日－3月25日 | 星期五 27:05 - 27:35 | 愛知電視台 | 愛知縣   |                  |

### 播映平台
| 播映地区         | 播映平台 | 播映日期              | 播映時間     | 備註   |
| ---------------- | -------- | --------------------- | ------------ | ------ |
| 中國大陸         | bilibili | 2022年1月7日－        | 星期五 22:00 | [ 16 ] |
| 香港、澳門、台灣 | bilibili | 2022年1月7日－3月25日 | 星期五 22:00 | [ 17 ] |

## 外部連結
- 電視動畫官方網站（日語）
- 電視動畫的X（前Twitter）（日語）